# Saliente (Jayuya)
Saliente es un barrio ubicado en el municipio de Jayuya en el estado libre asociado de Puerto Rico. En el Censo de 2010 tenía una población de 649 habitantes y una densidad poblacional de 36,21 personas por km².

## Geografía
Saliente se encuentra ubicado en las coordenadas 18°10′49″N 66°33′9″O / 18.18028, -66.55250. Según la Oficina del Censo de los Estados Unidos, Saliente tiene una superficie total de 17.93 km², que corresponden a tierra firme.

## Demografía
Según el censo de 2010, había 649 personas residiendo en Saliente. La densidad de población era de 36,21 hab./km². De los 649 habitantes, Saliente estaba compuesto por el 87.83% blancos, el 2.77% eran afroamericanos, el 0.15% eran asiáticos, el 4.62% eran de otras razas y el 4.62% pertenecían a dos o más razas. Del total de la población el 99.23% eran hispanos o latinos de cualquier raza.